# Eriogyna cognata
Eriogyna cognata är en fjärilsart som beskrevs av Jordan 1911. Eriogyna cognata ingår i släktet Eriogyna och familjen påfågelsspinnare. Inga underarter finns listade i Catalogue of Life.